# Отфаж
Отфаж (фр. Hautefage) насеље је и општина у централној Француској у региону Лимузен, у департману Корез која припада префектури Тил.
По подацима из 2011. године у општини је живело 313 становника, а густина насељености је износила 13,01 становника/km². Општина се простире на површини од 24,06 km². Налази се на средњој надморској висини од 460 метара (максималној 564 m, а минималној 176 m).

## Демографија
| 1962. | 1968. | 1975. | 1982. | 1990. | 1999. | 2011. |
| ----- | ----- | ----- | ----- | ----- | ----- | ----- |
| 328   | 386   | 358   | 330   | 309   | 280   | 313   |

График промене броја становника у току последњих година